# 電波少年INTERNATIONAL
電波少年 INTERNATIONAL（でんぱしょうねんインターナショナル）は、日本テレビ『進め!電波少年』・『進ぬ!電波少年』の海外版スペシャルの名称。

## 概要
松村邦洋と松本明子、そしてゲスト出演者が海外でアポなしロケを行い、1～15までシリーズ化した。また、ほとんどの回でサブタイトルがついた。
放送に関しても主に改編期や年末年始に放送され、レギュラー放送が遅れネットや非ネットの局でも同時ネットで放送された。

## 出演タレント
- ヨネスケ（「突撃!隣の晩ごはん」の海外編）
- 出川哲朗
- 山崎邦正（現・月亭方正）（男を磨く旅）
- キャイ〜ン（はじめてのおつかい）
- よゐこ
- つぶやきシロー
- 羽田惠理香・宮前真樹
- 猿岩石
- ハウス加賀谷
- ダイノジ
- 山口美江

## 代表的な企画

### 松村・松本の企画
恐竜の化石を掘り起こして御利益で結婚したい!!
タイのジャングルに幸運の恐竜化石があると聞き、三十路を越えたばかりの松本は「ご利益で結婚したい!」と意気込んで探しに向かった。しかし移動途中に車が突然故障、ジャングルの中を歩いて向かうことにするが、松本やスタッフはヒルに襲われ血だらけになり、ADが崖から転落するなどトラブルが続いてしまう。さらに地元のハンターに出くわし周囲にトラの足跡があり危険と知らされロケを断念。引き返そうとするが人のいる村までかなりの距離を歩かなければならず、松本の疲労は限界に達していた。厳しい山道を抜け、たまたま通りかかったトラックのヒッチハイクに成功し帰れる目途がついたが、荷台には極限状態で奇声をあげる変わり果てた松本の姿があった。松本曰く、電波少年史上最も過酷なロケだったらしい。
アラファト議長とてんとう虫のサンバをダジャレたい!
『PLO議長アラファトと「てんとう虫のサンバ」（チェリッシュ）をデュエットしたい!』という企画。「♪あなたと（アラファト）私が…」という歌詞に引っ掛けている。紛争地帯であるガザ地区に行き実際に会ったが、当然曲を知らず松本が一生懸命教えるが困惑するばかりで結局デュエットは失敗に終わった。直筆のサインももらい、立ち去る松本に議長は優しく微笑みながら手を振ってくれた。土屋は行かせたもののまさか本当に会えるとは思っておらず、松本から「会えた」と言われたときも信用しなかったという。土屋はこのロケで手ごたえをつかみ、「アポ無しで海外に行ったらだいたい会えるもんだと思った」とのこと。松本明子は当時について「初めて数えきれない機関銃に囲まれました」と語っている。
松村海外動物対決シリーズ
ライオン（アフリカ）、熊（カナダ）、ワニ（オーストラリア）、マウンテンゴリラ（アフリカ）、コモドドラゴン（ジャカルタ）とシリーズ化した。松村がハリセンを持って立ち向かうのだが、追いかけられたり至近距離に接近したり危険な目にあって戦意喪失して終わるのが定番であった。コモドドラゴンのロケでは、コモドドラゴンに追いかけられ死の恐怖を味わったうえ〆谷ディレクターの方へ逃げたことでディレクターにも本気で怒られるなど散々なロケだったようで、様々な危険なロケを経験してきた松村でさえ一番きついロケだったと回顧している。
豪邸のプールで泳ぎたい!
海外にある豪邸のプールで泳ぎたいと松村がアポ無しで訪問する企画。
アラブ首長国連邦編（砂漠で遭難）
移動中に車が砂漠のど真ん中で故障するトラブルが発生。その場にいた全員が歩いて脱出するには水が足りないため、松村とスタッフ2名を車に残し他のスタッフらが徒歩で脱出し救助を求めることになった。スタッフは無事脱出しその夜には故障車に戻ったが、松村らはなかなか救助がこないことや水が足りないことを心配し自力で脱出しようと試み故障車を後にしていた。スタッフは一晩中必死に捜索するが見つからずついに夜が明け、ヘリコプターに救助を要請、陸と空で無線で連絡を取り合いながらの大がかりな捜索へと発展する。一方、松村らは歩けど歩けど辿り着かず気温の上昇とともに体力が消耗しついに動けない状態まで陥り、水も底をつき脱水症状が見られるほど追いつめられていた。スタッフに絶望感と焦りの色が見え始めていたが昼過ぎについに松村らを発見、砂漠で遭難してから24時間後に奇跡の生還を果たしたのであった。
「ヨッ大統領憎いねコノ～!」と言ってあげたい!
松村が海外の大統領に会いに行き、「ヨッ大統領憎いねコノ～!」と言ってあげる企画。会えないで終わることもあったが、南アフリカのマンデラ大統領や、アメリカのジミー・カーター大統領などには対面することに成功した。
ダイアナ元妃の意思を継ぎたい
松本がカンボジア国内に無数に埋められている地雷を撤去しに向かう企画（生前ダイアナ元妃は地雷撲滅キャンペーンに力を入れていた）。現地の撤去作業員の同意のもと、実際に地雷の撤去作業を行った。
最高の書き初めがしたい！（途中でドロンズのゴール設置に変更）
アラスカに生息するジャコウ牛の毛を使って書き初めをしようと、松村が探しに向かったが結局発見することはできなかった。途中で土屋から連絡が入り、ドロンズのゴールゲートの設置を命じられる。オーロラを見るなど貴重な経験をしたが、スノーモービルで凍傷したりマネージャーが行方不明になったりと、かなり過酷なロケだった。

### ゲストが出演した企画
山崎邦正男を磨く旅
山崎がヘタレキャラを返上するための企画。イタリアのシチリア島のマフィアに詫びを入れさせようとしたり、スペインの牛追い祭りに参加したり、タイで虎と対決したり、アンデス山脈でコンドルの羽を取ろうとしたり、メキシコで吸血コウモリを退治しようとした。マフィアのボスの元に乗り込んだ際は、ロシアンルーレットで銃口で脅されるなどかなり危険なロケであった（スタッフが山崎の追跡に失敗し見失ったためマフィアとのやりとりの一部始終は山崎が撮影していた）。牛追い祭りに参加したときは、地元のニュースに取り上げられて、「韓国人が空手で牛と戦っていました」という内容で放送されていた（この時のゲストは木村拓哉）。虎との対決では、タイガーマスクのマスクを被って待機&対決用の檻に入れられ、虎が出たときに、山崎は「パンチ野郎」なる武器で攻撃したにも拘らず、失禁してしまった。
キャイ〜ンのはじめてのおつかい
キャイ〜ンの天野とウドがドイツとオランダへ別々に入国し、何とかして国境へ辿り着き「この帽子ドイツんだ?」「オラんだ〜」というダジャレを言うという「おつかい」をする、という企画。天野は順調に国境へ辿り着くが、ウドをこっそりと付けていたスタッフが途中で見失うというハプニングに見舞われるも、数日後れでウドが到着し、無事おつかいをこなした。後半ではこの番組初となるヒッチハイクロケを決行。スタッフ・視聴者に好評で、後の猿岩石の企画にも繋がった。以降、「もうタイへん！どうもすみミャンマーせん」「チェコだけよ～、あんたもスロバキアねぇ～」「ひと目会ったその日ガーナ、恋も花咲くコートジボワール」「このインドが目にスリランカ」「スイスィスイスダラダッタ　フラフランスイスイスイ」とシリーズ化する。また、『電波少年に毛が生えた 最後の聖戦』の中でカラテカにより復活した。
出川哲朗シリーズ
STOPエイズキャンペーン
出川が番組オリジナルコンドームである「バウドーム」を配布する企画。大抵は企画失敗の穴埋めで行われ、スタッフが革ジャンを手渡したところで企画が開始していた。ロンドン・サンフランシスコ・シドニーで配布を行ったが、出川はワイヤレスマイク1つで配布先に潜入するのだが、配布先でマッチョな男などに襲われ、さすがにスタッフも救出をためらっていた。そのため、放送では「あ～‼お尻やられてる!」などと、出川のレイプ被害を音声のみで克明に伝えた他、放送内のナレーションでも「スタッフはそのまま見守ることにした」などと語っていた。後に出川は、シドニーのロケについて、「一番恐ろしいロケだった」「ビリヤード台に張り付けにされ、そこから見たゲイバーの天井の景色は忘れられない」と語っている。
ヒクソン・グレイシーと闘いたい!
1994年12月にロサンゼルスにあるグレイシー道場に道場破りを敢行し、失敗に終わった安生洋二のかたきを取るべく、出川がグレイシー道場に出向いてヒクソン・グレイシーと闘うという企画。出川は英語で「ヒクソン・グレイシーと闘いたい!」と書かれたメッセージボードを携えてヒクソンにコンタクトを取ろうとするが、あいにくヒクソンは不在でそのまま企画終了と思われた。しかしスタッフが出川に対してヒクソンの所在地を探すよう催促。最後は息子のハクソン・グレイシーが現れ、ハクソンは出川に一喝して、出川はそのまま退散した。
カレリンと対決したい!
レスリングで無敵を誇ったアレクサンドル・カレリンと対決した企画。1回目はカレリンがイタリア旅行中だったため対決できず、ターゲットをアトランタオリンピック重量挙げ金メダリストであるアンドレイ・チェメルキンと対決したが（内容はハリセン攻撃）、ハリセン攻撃を受けたチェメルキンは激怒し、出川を持ち上げてそのまま近くの湖に投げ捨てた。2回目でようやくカレリンと対決し、カレリンに投げられるという企画に変更。その模様は現地のニュースでも報道された。ロシアオリンピック委員会にアポなしで突撃したが、2回目はロシアオリンピック委員会から建物の入館を拒否された。
ハウス加賀谷の助っ人シリーズ
加賀谷が世界遺産などの修復作業に助っ人として参加する企画。アンコール遺跡、マチュ・ピチュなどに赴いた。サグラダ・ファミリアの建築の手伝いをしに行った際、名前を聞かれて「カガヤ!（Caga ya!＝スペイン語で「大便しろ」の意）」と答え失笑を買う一幕もあった。この時勝手に立入禁止の場所に入ったとの理由で、現場監督から追い出され、数時間にわたってサグラダファミリアの前で正座をさせられた。『進ぬ!電波少年』でもこの内容を引き継いだ企画「電波少年的いい事」が放送されたが1回のみで終了した。
羽田惠理香・宮前真樹の海外政治家対決シリーズ
羽田はロシア自由民主党党首であるウラジーミル・ジリノフスキーとジャンケン水かけゲームと対決したが、対決後にジリノフスキーから「来年ロシアへ来いよ」と言われた。宮前はキューバ国家評議会議長であるフィデル・カストロの髭を剃った上で、その髭で書き初めするという企画であったが、ロケ時にはカストロ議長は訪日中だったため、すれ違いとなってしまった。いずれも厳重な警備に苦しめられたロケで、キューバでは立ち止まることも許されなかったという。
よゐこのワンウェイチケットの旅in Vietnam
お笑いコンビよゐこが電波少年に登場した最初で最後の企画。目標はベトナムから日本までのチケット代を稼いで自力で帰国すること。スタート当初はベトナム料理を紹介する企画だと告げられており、所持金1万円を渡されたよゐこは番組の用意した指令書通りに企画を進行、ベトナム料理を堪能した後、最後の指令書を開けると「自力で帰ってこい！」という内容が記載されており、ここから本当の企画がスタート。この時点で所持金は2千円を切っており、その日はホテルに泊まることも叶わず野宿を強いられることとなった。翌日、よゐこは現地住民に日本までのチケット代を確認するが9万円必要だと判明、ベトナムに滞在している日本人からカンパを貰う作戦に出る。しかし思うように金は集まらず、あげくの果てに説教されてしまう。仕方なく現地で農作業のアルバイトをする二人だったが、丸一日働いても2万ドン（日本円にして約200円）しか貰えなかったため、やむなくカンパ作戦に戻る。その後、日本料理店の日本人常連客に気に入られて大量にカンパを貰い、最終的に目標金額である9万円に到達。帰国するため日本人観光客にチケットの購入法法を確かめるが、実際には二人合わせて15万円必要だと告げられる。金額が足りないことにショックを受けた二人は、結局その場でギブアップしてしまった。
帰りの飛行機で、よゐこは同乗した番組スタッフから二度と一緒に仕事をしないと嫌悪され、スタジオ出演した際にはゲストの木村拓哉からドン引きされた。同じ放送回の別企画に出演した出川哲朗にはこっ酷く叱責されたという。

## 放送データとサブタイトル
『スーパースペシャル』は「SSP」、『火曜デラックス』は『火DX』とそれぞれ略記。
| メインタイトル          | サブタイトル                               | 放送年月日     | 放送時間 （JST）  | 放送枠   |
| ----------------------- | ------------------------------------------ | -------------- | ----------------- | -------- |
| 電波少年INTERNATIONAL   | 「世界中で怒られてきました！」             | 1994年8月27日  | 土曜19:00 - 20:54 | SSP      |
| 電波少年INTERNATIONAL2  | 「世界中でまた怒られてきました！」         | 1994年10月15日 | 土曜21:30 - 23:24 | （なし） |
| 電波少年INTERNATIONAL3  | 「世界中でまたまた怒られてきました！」     | 1994年12月30日 | 金曜18:30 - 20:54 | （なし） |
| 電波少年INTERNATIONAL4  | 「世界中でまたx3怒られてきました！」       | 1995年4月4日   | 火曜19:00 - 20:54 | （なし） |
| 電波少年INTERNATIONAL5  | 「生きることへの執着心が勝負でした！」     | 1995年10月7日  | 土曜19:00 - 20:54 | SSP      |
| 電波少年INTERNATIONAL7  | 「生きてお正月を迎えられて本当によかった」 | 1996年1月1日   | 月曜18:30 - 20:54 | （なし） |
| 電波少年INTERNATIONAL8  | 「日本で花見がしたくって…」                | 1996年3月29日  | 金曜19:00 - 20:54 | （なし） |
| 電波少年INTERNATIONAL9  | 「猿岩石に負ける訳にはいかないの…」        | 1996年10月5日  | 土曜19:00 - 20:54 | SSP      |
| 電波少年INTERNATIONAL10 | 「ボクたちは飛行機乗っていいですか？」     | 1996年12月24日 | 火曜19:00 - 20:54 | （なし） |
| 電波少年INTERNATIONAL11 | 「フジ新社屋移転記念スペシャル」           | 1997年3月30日  | 日曜19:00 - 20:54 | （なし） |
| 電波少年INTERNATIONAL13 | 「愛は地球を救う21」                       | 1997年10月4日  | 土曜20:10 - 21:54 | SSP      |
| 電波少年INTERNATIONAL14 | 「ドロンズのうしろにあるのは何？」         | 1998年1月1日   | 木曜21:30 - 23:24 | （なし） |
| 電波少年INTERNATIONAL15 | 「なすびよ…お前の分まで海外へ」            | 1998年3月28日  | 土曜19:00 - 20:54 | SSP      |

### その他スペシャル
- 電波少年Great (1995年10月21日放送) 
土曜19:00 - 20:54（SSP）
第1部：鶴瓶・玉緒の電波少年VIP、第2部：電波少年INTERNATIONAL6
- 電波少年INTERNATIONAL8.1 (1996年4月13日放送) 
放送時間は同上。
ユーラシア大陸横断ヒッチハイクスタート
- 電波少年Great2 (1996年7月24日放送)
火曜19:54 - 21:24（火DX）[10]
猿岩石の応援歌
- 電波少年 猿岩石外伝 (1996年10月6日放送) 
日曜15:30 - 16:55
室井滋がトルコ大追跡！
- 電波少年INTERNATIONAL9.1 (1996年10月22日放送)  -  「緊急特番 猿岩石、遂にロンドンゴール完全中継！）」
火曜19:00 - 20:54
- 電波少年 猿岩石外伝2 (1996年10月27日放送) 
日曜15:30 - 16:55
ヒッチハイクゴールまでの全行程を猿岩石の日記も交えての総集編。後に通常の『電波少年』内で放送。
- 電波少年外伝 猿岩石最後のスペシャル (1997年1月1日放送) 
水曜21:00 - 23:09
- 電波少年Great3 (1997年3月31日放送)
第1部：電波少年INTERNATIONAL12、第2部：ドロンズ 特集
- 電波少年INTERNATIONAL13.1 (1997年10月25日放送) 
土曜19:00 - 20:54（SSP）
遠藤久美子がアラスカのゴール地点を修復し、その後入院中の大島直也を見舞いに。
在ペルー日本大使公邸占拠事件解決の日、当時のフジモリ大統領にドロンズが手紙を手渡した未公開映像など放送された。
- 電波少年 緊急特別番組 緊急特番 ドロンズ、遂にアラスカゴール極寒完全生中継！ (1997年12月31日放送)  -  「年内ゴールするって言ってたよネ…」